# Horror Show
Horror Show är det amerikanska heavy metal/power metal-bandet Iced Earths sjätte studioalbum. Albumet släpptes 25 juni, 2001 av skivbolaget Century Media. Det är det sista av deras album med Matt Barlow innan han hoppade av bandet på grund av 11 september-attackerna. 2008 återvände han till bandet.
Alla låtarna på albumet är inspirerade av klassiska skräckhistorier och -filmer, förutom "Ghost of Freedom" och "Transylvania", som är en cover på Iron Maidens instrumentala låt. Den avslutande "The Phantom Opera Ghost" är en duett mellan Barlow och Yunhui Percifield, som ska föreställa Eric och Christine från Fantomen på Operan.

## Låtlista
1. "Wolf" (inspirerad av Wolf Man-filmerna) – 5:19
2. "Damien" (insprerad av Omen-filmerna) – 9:12
3. "Jack" (inspirerad av Jack Uppskäraren) – 4:15
4. "Ghost of Freedom" (inspirerad av Patrioten) – 5:11
5. "Im-Ho-Tep (Pharaoh's Curse)" (inspirerad av Mumien vaknar) – 4:46
6. "Jeckyl & Hyde" (insprerad av Dr. Jekyll och Mr. Hyde) – 4:40
7. "Dragon's Child" (inspirerad av Varelsen från Svarta Lagunen) – 4:21
8. "Transylvania" (instrumental, Iron Maiden-cover) – 4:23
9. "Frankenstein" (inspirerad av Frankenstein) – 3:51
10. "Dracula" (Inspirerad av Dracula, i synnerhet filmen Bram Stokers Dracula) – 5:54
11. "The Phantom Opera Ghost" (inspirerad av Fantomen på Operan) – 8:41

Text: Jon Schaffer (spår 1, 2, 4, 9–11), Matt Barlow (spår 3–7)
Musik: Jon Schaffer (spår 1–7, 9–11), Matt Barlow (spår 4), Larry Tarnowski (spår 5), Steve Harris (spår 8)

## Medverkande
Musiker (Iced Earth-medlemmar)
- Jon Schaffer – sång, gitarr, mandolin, keyboard
- Matt Barlow – sång
- Larry Tarnowski – sologitarr (utom spår 4)
- Richard Christy – trummor

Bidragande musiker
- Rafaela Farias, Sam King, Richie Wilkison – bakgrundssång
- Steve DiGiorgio – basgitarr
- Yunhui Percifield – sång (spår 11 som "Christine"), bakgrundssång
- Jim Morris – sologitarr (spår 4), keyboard, bakgrundssång
- Howard Helm – piporgel (spår 11)

Produktion
- Jim Morris – producent, ljudtekniker, ljudmix, mastering
- Jon Schaffer – producent, omslagsdesign
- Travis Smith – omslagsdesign, omslagskonst
- Danny Miki – omslagskonst
- Michael Haynes – foto